# Llista d'alcaldes de Mülhausen
La Llista d'alcaldes de Mülhausen és coneguda gràcies a una gran llista exposada al Consell de l'Ajuntament, i que conté els noms i escuts de tots els burgmestres i alcaldes que foren caps de la República i després ajuntament de Mülhausen, des de 1349.

## Alcaldes de Mülhausen, de 1798 fins avui

### De la unió a França (1798) al període alemany
- Pierre Thierry (president de la municipalitat, 1798 - 1800)
- Michel Hofer (primer alcalde, 1800 - 1807)
- Antoine Spoerlin (1807 - 1811)
- Josué Koechlin (1811 - 1814)
- Jean-Henri Dollfus fils (1814 - 1815)
- Jean-Jacques Koechlin (1815)
- Mathieu Hofer (provisional, juny 1815 - juliol 1816)
- Alexandre Moll (1816 - 1819)
- Jean-Jacques Koechlin (1819 - 1821)
- Jean-Henri Dollfus fill (1821 - 1825)
- Armand Blanchard (1825 - 1830)
- Sébastien Spoerlin (juliol-setembre 1830)
- André Koechlin (1830 - 1832)
- André Baumgartner (abril-agost 1832)
- André Koechlin (1832 - 1843)
- Jean Georges Weiss (març-juliol 1843)
- Émile Dollfus (1843 - 1848)
- Émile Koechlin (1848 - 1852)
- Joseph Koechlin-Schlumberger (1852 - 1863)
- Jean Dollfus (1863 -1869)
- Henri Bock (1869 - 1870)
- Auguste Dujardin (president de la comissió municipal durant la guerra Franco-Prussiana, 1870-1871)
- Jean de Frédéric Schoen (1871 - 1872)
- Jean Mieg-Koechlin (1872 - 1887)

### Sota l'annexió
- Karl Hack (1887-1901)
- Josué Wick (1901-1902) - Demòcrata-socialista
- Émile Kayser (1902-1908)
- Auguste Klug (1908-1913) - Partit Catòlic i Centrista
- Alfred Wolff (1913-1914) - Partit Catòlic i Centrista
- Joseph Cossmann (1914-1918) - Partit Catòlic i Centrista

### Període d'entreguerres
- Alfred Wolff (1918-1919) (Commissió municipal provisional)
- Alfred Wolff (1919-1923) - Bloc Republicà
- Emile Rémy (1923-1925) - Bloc Republicà
- Auguste Wicky (1925-1940) - SFIO, primer alcalde socialiste de Mülhausen

### Durant l'ocupació delTercer Reich
- Philippe Herbold (1940)
- Paul Maas (1940-1944)

### Després de la Segona Guerra Mundial
- Auguste Wicky (1944-1947) - SFIO
- Lucien Gander (1947-1953) - RPF
- Jean Wagner (1953-1956) - SFIO
- Émile Muller (1956-1981) - SFIO puis MDSF
- Joseph Klifa (1981-1989) – UDF-PSD
- Jean-Marie Bockel (1989 - 2010) - PS des de 2007 Esquerra Moderna
- Jean Rottner (2010-2017) - UMP, LR
- Michèle Lutz (2017-) - LR

## Font
- Louis Schoenhaupt, L'Hotel de Ville de Mulhouse, Mülhausen, 1892
- Ernest Meininger, Histoire de Mulhouse depuis ses origines jusqu'à nos jours, 1923
- Richard Wagner, La vie politique à Mulhouse de 1870 à nos jours, Mülhausen, 1976